# Секвестрант жовчних кислот
Секвестранти жовчних кислот — група смол, які використовуються для зв'язування певних компонентів жовчі в шлунково-кишковому тракті. Вони порушують кишково-печінкову циркуляцію жовчних кислот, з'єднуючись зі складовими жовчі та перешкоджаючи їхній реабсорбції з кишки. Загалом їх класифікують як гіполіпідемічні засоби, хоча вони можуть використовуватися для інших, ніж зниження рівня холестерину, цілей. Вони використовуються для лікування хронічної діареї внаслідок порушення всмоктування жовчних кислот.

## Механізм
Секвестранти жовчних кислот — це полімерні сполуки, які служать іонообмінними смолами. Секвестранти жовчних кислот обмінюють аніони, такі як іони хлориду, на жовчні кислоти. Таким чином вони зв'язують жовчні кислоти та виводять їх із кишково-печінкової циркуляції. Внаслідок цього печінка виробляє більше жовчних кислот, щоб замінити втрачені. Оскільки організм використовує холестерин для виробництва жовчних кислот, це знижує рівень холестерину ЛПНЩ, що циркулює в крові.
Секвестранти жовчних кислот є великими полімерними структурами, і вони слабо всмоктуються з кишки в кров. Таким чином, секвестранти жовчних кислот теж виводяться через ШКТ разом із зв'язаними ними жовчними кислотами.

## Медичне використання

### Гіперліпідемія
Оскільки жовчні кислоти синтезуються з холестерину, порушення реабсорбції жовчних кислот призведе до зниження рівня холестерину, зокрема ліпопротеїнів низької щільності (широко відомого як «поганий холестерин») у крові. Отже, ці препарати використовуються для лікування гіперхолестеринемії та дисліпідемії.
Використання цих засобів як гіполіпідемічних засобів помітно зменшилося після появи статинів, які є більш ефективними, ніж секвестранти жовчних кислот, щодо зниження ЛПНЩ. Іноді їх використовують як доповнення до статинів як альтернативу фібратам (ще одна основна група препаратів, що знижують рівень холестерину), які, як вважається, підвищують ризик рабдоміолізу при застосуванні зі статинами. Смоли, що зв'язують жовчні кислоти, можуть помірно підвищити рівень тригліцеридів (приблизно на 5 %) і їх не можна використовувати, якщо рівень тригліцеридів підвищений.

### Порушення всмоктування жовчних кислот
Хронічна діарея може бути спричинена надлишком жовчних солей, які надходять у товсту кишку, а не всмоктуються в кінці тонкої кишки (в клубовій кишці). Цей стан мальабсорбції жовчних кислот виникає після операції на клубовій кишці, при хворобі Крона, з низкою інших шлунково-кишкових причин, або є первинним, ідіопатичним станом. Для діагностики можна використовувати тест SeHCAT. Діарея, викликана жовчними солями, також може бути побічним ефектом видалення жовчного міхура.
Секвестранти жовчних кислот є основною терапією діареї, спричиненої жовчними кислотами. Використовувалися холестирамін, колестипол і колесевелам. Можливо, дози не повинні бути такими високими, як ті, які раніше застосовувалися при гіперліпідемії. Багато пацієнтів важко їх переносять, оскільки, хоча діарея може зменшитися, здуття живота та біль у животі можуть посилитися.

### Використання при інших станах
При хронічних захворюваннях печінки, таких як цироз, жовчні кислоти можуть відкладатися в шкірі, викликаючи свербіж. Таким чином, секвестранти жовчних кислот можуть бути використані для профілактики свербежу у пацієнтів з хронічними захворюваннями печінки.
Секвестранти жовчних кислот також можуть використовуватися в якості допоміжного агента для лікування гіпертиреозу. Через пригнічення кишково-печінкової циркуляції L-тироксину більше втрачається через дефекацію, таким чином знижуючи рівень тироксину в організмі.
Холестирамін використовується для лікування інфекцій, викликаних Clostridioides difficile, для поглинання токсинів А і В.

## Побічні ефекти
Оскільки секвестранти жовчних кислот діють місцево у кишці, вони не мають системних побічних ефектів. Однак вони можуть викликати проблеми з шлунково-кишковим трактом, такі як запор, діарея, здуття живота та метеоризм. Деякі пацієнти скаржаться на неприємний присмак.
Оскільки секвестранти жовчних кислот погано всмоктуються в кишці, вони, як правило, вважаються безпечними для вагітних жінок. Однак, перешкоджаючи засвоєнню вітамінів (див. нижче), вони можуть викликати їх дефіцит, що може вплинути на плід. Таким чином, можна розглянути можливість прийому вітамінних добавок із відповідними інтервалами між дозуванням вітамінів і секвестрантів жовчних кислот.

## Взаємодії лікарських засобів
Окрім жовчних кислот, секвестранти жовчних кислот також можуть зв'язувати ліки в шлунково-кишковому тракті, запобігаючи їх всмоктуванню в кров. З цієї причини, як правило, рекомендується використовувати секвестранти жовчних кислот на кілька годин окремо від інших препаратів.

### Вітаміни
Вони також можуть зв'язувати жиророзчинні вітаміни, такі як вітамін А, вітамін D, вітамін Е та вітамін К. Цей ефект може призвести до дефіциту вітаміну, тому було запропоновано перевірити рівень крові та можливі добавки.

## Приклади
Три препарати є членами цього класу, усі є синтетичними полімерними смолами:
- Холестирамін
- Колестипол (Colestid, Colestipid)
- Колесевелам (Cholestagel в Європі, Welchol в США, Lodalis в Канаді)